# 풍경 (악기)

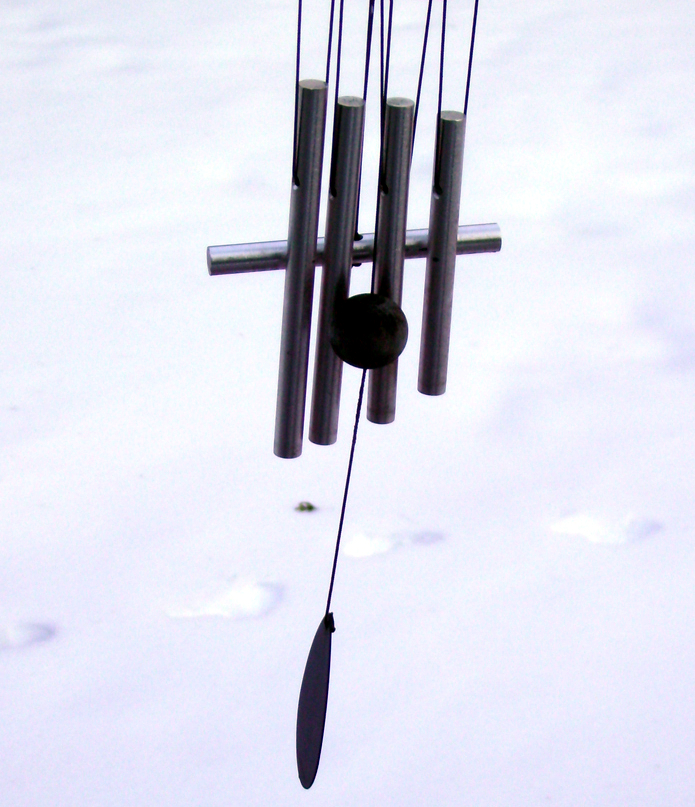
풍경

풍경(風磬, wind chime)은 금속이나 목재의 막대나 종 같은 것을 바람 부는 곳에 매달아 두고 바람의 힘으로 소리를 내는 타악기이다. 보통 건물이나 주거지 밖에 시각적이고 자연스런 정원장식으로 걸려 있다. 차임벨에 부는 바람의 무작위적인 영향에 따라 타종되기 때문에, 풍경은 우연한 기반 음악의 예로 여겨져 왔다. 튜브나 봉은 음이 분명하지 않거나 상당히 다른 음으로 들릴 수 있다. 상당히 뚜렷한 음조의 바람 소리는 공기의 우연한 움직임을 통해 단순한 노래나 끊어진 화음을 만들어 낼 수 있다.

## 역사

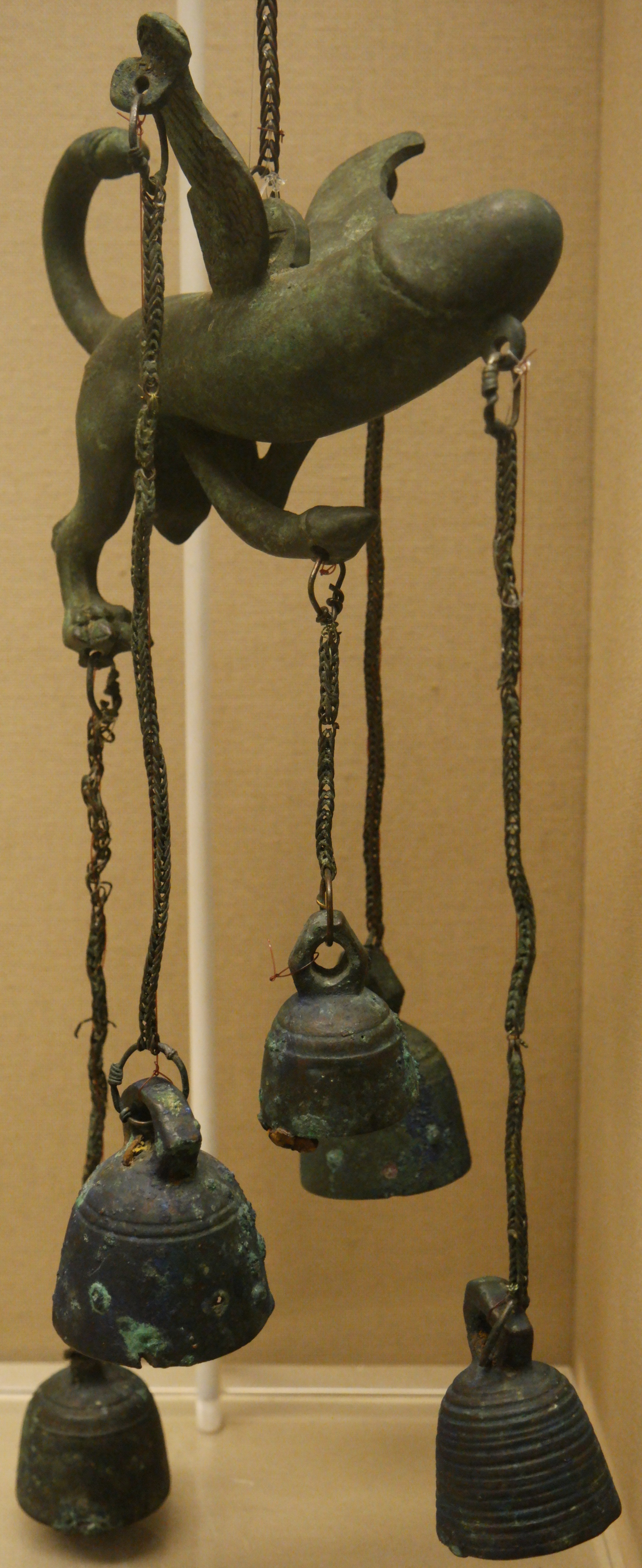
구리 틴티나블룸, 로마, 기원후 1세기, 영국박물관.

### 고대 로마
보통 청동으로 만들어진 로마풍 차임벨은 틴티나블룸으로 불렸고, 바람의 움직임으로 인해 딸랑딸랑하게 되는 정원, 뜰, 그리고 포티코에 걸려 있었다. 종은 악귀를 쫓는다고 믿었고 종종 행운의 상징이자 사악한 눈에 대한 매력인 팔루스와 결합되었다. 이 이미지는 동물의 날개와 발로 묘사된 팔루스와 꼬리의 팔루스를 가진 하나의 예를 보여준다. 이러한 추가는 그것의 보호력을 증가시켰다.

### 동아시아와 남부 아시아
기원후 2세기 동안 인도에서는, 그리고 후에 중국에서는 아주 큰 탑들이 각 모퉁이에 작은 바람 방울을 매달고 인기를 끌게 되었다. 작은 바람 때문에 달팽이가 흔들리면서, 선율적인 팅크 소리를 냈다. 이 종은 원래 새뿐만 아니라 잠복해 있는 악령을 쫓기 위한 것이라고 한다. 사찰, 궁전, 집 지붕 귀퉁이에도 풍향종이 걸려 있어 탑에만 국한되지 않는다. 일본 유리풍경은 에도 시대부터 제작되었으며, 미즈사와 역의 유리풍경은 일본 100대 소리경 중 하나이다. 풍차는 아시아의 일부 지역에서 행운으로 여겨지며 풍수에서 사용된다.
중국인들이 종을 치기 시작한 기원전 1100년 경에 풍차가 현대화되기 시작했다. 용종이라고 불리는 딱지가 없는 종은 숙련된 금속 장인에 의해 만들어졌고 주로 종교적인 의식에 사용되었다. 그 후, 중국인들은 오늘날의 풍랑과 비슷한 풍랑을 만들었다. 풍링은 사당과 탑에 매달려 악귀를 물리치고 자비로운 영혼을 끌어당겼다. 오늘날, 풍차는 동양에서 흔하고 기의 흐름, 즉 생명의 에너지를 최대화하는 데 사용된다.

## 소리와 음악

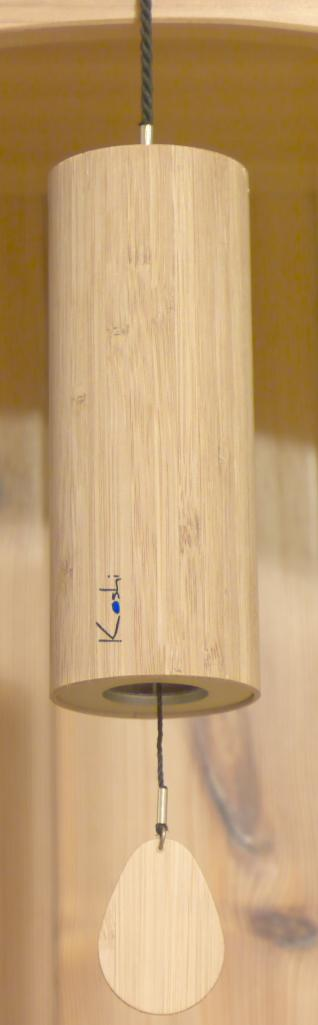
가청음 a1-d2-f2-g2-a2-d3-f3-a3와 함께 풍경이 울린다. 대나무 실린더는 기구의 경우일 뿐만 아니라 공명기이다. 8개의 톤은 바람 돛으로 코드에 부착된 디스크에 의해 중앙으로 부딪히는 실린더 내의 8개의 금속 로드에 의해 생성된다.
파일:Windglockenspiel.Koshi.ogg

풍경은 (조화와는 반대로) 고조파 스펙트럼에서 생성되지만, 길이의 약 2/9(22.4%)에 걸리면 높은 부분의 일부가 감쇠되고 기본 고리가 가장 크게 울린다. 이는 일반적으로 고품질 풍경에서 일반적으로 사용되며, 중앙 볼이 풍경의 길이에 맞춰져 가장 큰 소리를 낸다. 주파수는 길이, 폭, 두께, 재질에 따라 결정된다. 특정한 음을 달성하기 위한 적절한 길이를 예측하는 데 도움이 되는 공식이 있지만, 종종 약간의 미세 조정이 필요하다.
대부분의 풍경은 전통적인 서양의 풍경과 반대로 각각의 풍경의 투구에 대한 기초로 펜타토닉 또는 테트라토닉 스케일을 사용한다. 이것은 주로 이러한 척도가 본질적으로 불협화음 간격을 적게 포함하고 있기 때문에 음표가 무작위로 찍힐 때 일반 청취자에게 더 기분 좋게 들린다는 사실에 기인한다.
오르간 파이프와 같은 기구에서 피치는 주로 공기 기둥의 길이에 의해 결정되는데, 이는 소리를 발생시키는 공기 기둥의 공명이기 때문이다. 파이프 재료는 파이프의 "음성(timbre, voice)"을 결정하는 데 도움이 되지만 공기 기둥은 피치를 결정한다. 풍경에서는 파이프 자체의 진동이 부딪힌 후 소리를 발산하기 때문에 공기 기둥은 피치가 생성되는 것과 거의 관련이 없다.
소리는 튜브 또는 로드가 공 또는 수평 디스크 형태로 매달려 있는 중앙 클래퍼와 접촉하거나 서로 접촉할 때 발생할 수 있다.
풍경은 소리가 나기 시작할 때 매달린 위치에 따라 풍향의 변화를 관찰하기 위해 사용될 수 있다.

## 재료

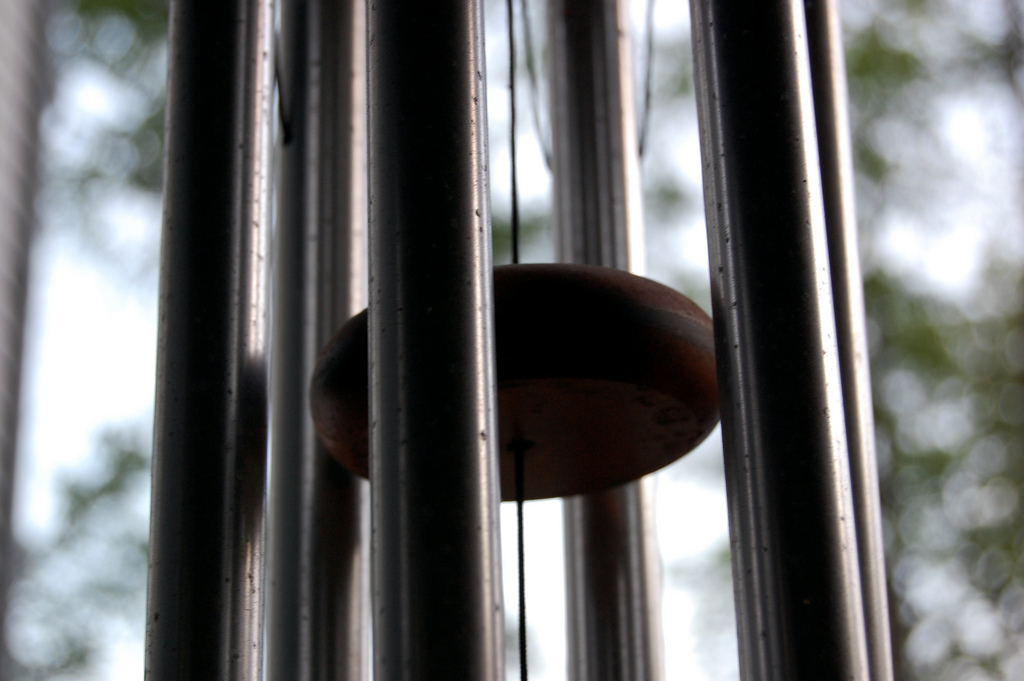
풍경에 금속 막대들이 클로즈업되어 있다.

풍경은 금속이나 나무 이외의 물질과 튜브나 막대 이외의 모양으로 만들어질 수 있다. 다른 바람막이 재료로는 유리, 대나무, 조개, 돌, 토기, 석기, 구슬, 열쇠, 도자기 등이 있다. 은식기나 쿠키 커터 같은 더 이국적인 물건들도 풍차를 만들기 위해 재활용될 수 있다. 선택된 소재는 풍경이 내는 소리에 큰 영향을 미칠 수 있다. 이와 같은 물건을 재활용함으로써 발생하는 소리는 특정 음에 맞지 않으며 기분 좋은 팅클링에서 둔탁한 쿵쾅거림까지 다양하다. 적절한 크기의 풍경 튜브가 만들어내는 소리는 음에 맞춰 조정될 수 있다. 알루미늄은 내부 댐핑이 가장 낮은 공통 금속이기 때문에 풍향계는 종종 알루미늄으로 만들어져 가장 길고 큰 풍경 소리를 낸다.
톤은 재료, 정확한 합금, 열 처리 및 고체 실린더 또는 튜브 사용 여부와 같은 요인에 따라 달라진다. 튜브를 사용할 경우 벽 두께도 톤에 영향을 미친다. 음색은 또한 교수형 방법에 따라 다를 수 있다. 음질은 :
또한 풍경을 치는 데 사용되는 물체의 재료에 따라 달라진다.
클레이 풍경을 사용하면 최종 발화 온도가 높을수록 더 밝고 더 많은 신호음이 울린다. 더 낮은 온도에서 발사되는 토기 점토는 더 높은 온도에서 발사되는 석기 점토보다 더 희미한 소리를 낸다. 석기 풍경도 내구성이 뛰어나며, 갈라지거나 파손되지 않고 강한 바람에도 견딜 수 있다.

## 관 모양 풍경의 수학적 요인

길이 1의 자유 오일러-베르눌리 빔의 모드 1 진동

원형 튜브로 구성된 풍경은 자유 진동하는 오일러-베르누엘리 빔으로 모델링할 수 있으며, 초당 주기의 우세한 주파수는 다음과 같다.
{\displaystyle \nu _{1}={\frac {\beta _{1}^{2}}{2\pi }}{\sqrt {\frac {EI}{\mu }}}={\frac {22.3733}{2\pi L^{2}}}{\sqrt {\frac {EI}{\mu }}}}
여기서 L은 튜브의 길이이고, E는 튜브 재료에 대한 Young의 계수이며, I는 튜브의 두 번째 면적의 모멘트이며, μ는 튜브의 단위 길이당 질량이다. Young의 계수 E는 주어진 물질에 대한 상수이다. 튜브의 내부 반경이 ri이고 외부 반경이 ro인 경우 튜브 축에 수직인 축에 대한 두 번째 영역의 모멘트는 다음과 같다.
{\displaystyle I={\frac {\pi }{4}}(r_{o}^{4}-r_{i}^{4})}
단위 길이당 질량은 다음과 같다.
{\displaystyle \mu =\pi \rho (r_{o}^{2}-r_{i}^{2})}
여기서 ρ는 튜브 재료의 밀도이다. 주파수는 다음과 같다.
{\displaystyle \nu _{1}={\frac {22.3733}{4\pi L^{2}}}{\sqrt {\frac {E}{2\rho }}}\,{\sqrt {D^{2}+W^{2}}}}
여기서 W=r=o-ri는 벽 두께이고 D는 평균 직경 D=r=o+ri이다.
충분히 얇은 벽관의 경우 W2 항은 무시될 수 있으며, 주어진 재료의 경우 주 주파수는 L2에 반비례하고 직경 D에 비례한다.
주 진동 모드의 경우, 진동 중에 튜브가 움직이지 않는 두 개의 노드가 튜브에 있을 것이다. 이러한 노드는 튜브의 양쪽 끝에서 튜브 길이의 22.416% 거리에 위치한다. 이러한 노드 중 하나 또는 둘 다에서 튜브를 단순히 지지하면(고정되어있지 않으면) 튜브가 마치 이러한 지지대가 존재하지 않는 것처럼 진동한다. 풍경은 이러한 노드 포인트 중 하나를 부착점으로 사용하여 매달릴 때 가장 선명하고 큰 음향을 제공한다. 이러한 부착점은 실로폰 및 종과 같은 다른 유사한 기기에 사용되는 것과 같다.

## 이용 사례

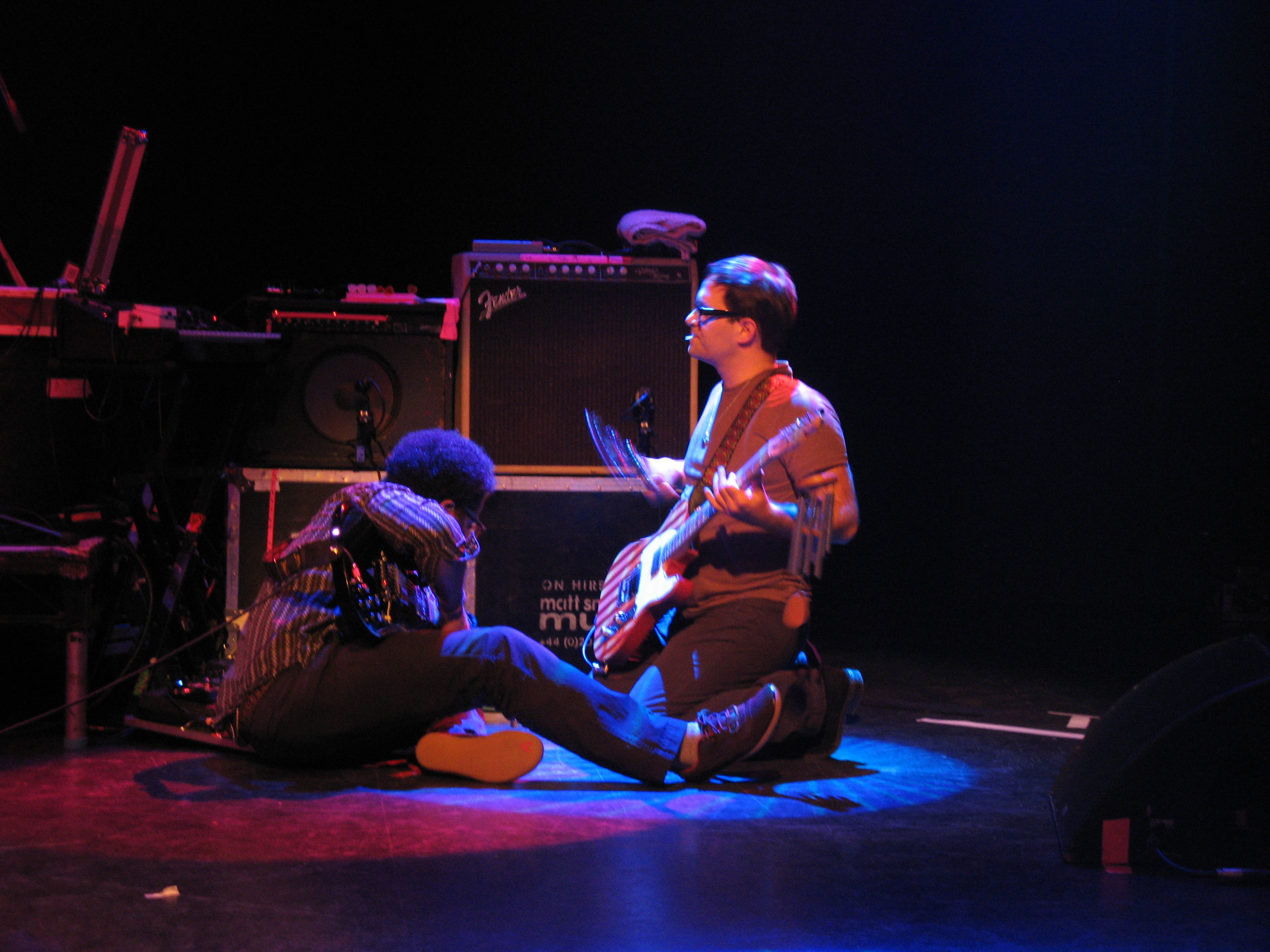
풍경과 함께 그의 기타에 있는 데이빗 시테크.

현대 음악에도 다양한 종류의 풍경이 사용되었고 타악기로도 등록되어 있다. 다음은 이 기술을 사용한 음악가 및 작곡가의 간략한 목록이다.
- 올리비에 메시앙: 생프랑수아 다시제 (한 세트의 유리, 조개, 풍경)
- 마유즈미 도시로: 부가쿠 (나무와 유리 풍경 한 세트)
- 길스 스웨인: 교향곡 1번 (유리 풍경 한 세트)
- 데이빗 시테크: 미국 록 밴드 TV on the Radio에서 음악에 질감을 더하기 위해 가끔 기타 끝에 풍경을 매달기도 한다.[11]
- 곤도 고지: 마리오 시리즈의 비디오 게임 수석 작곡가이다. 대표적인 예가 '슈퍼 마리오 월드'의 월드 "바닐라 돔"의 주제 음악이다.
- 아이비 퀸: 음향곡 2004년 앨범의 "Angel Caído"에 수록. Real

## 영향
- 일본의 비디오 게임 프랜차이즈 포켓몬은 일본 풍차임을 포켓몬 차임초의 기초로 사용하였다. 세 개의 고음이 차례로 울리는 듯한 고음의 종소리처럼 들리는 게임 내 울음소리도 이를 반영한다.
- Mark tree는 흔히 윈드 차임이라고 잘못 부르지만, 서로 다른 길이의 튜브로 구성된 기본적인 유사 구조이지만, 팅클링 또는 치밍 소리를 발생시킨다.

## 풍경 이미지

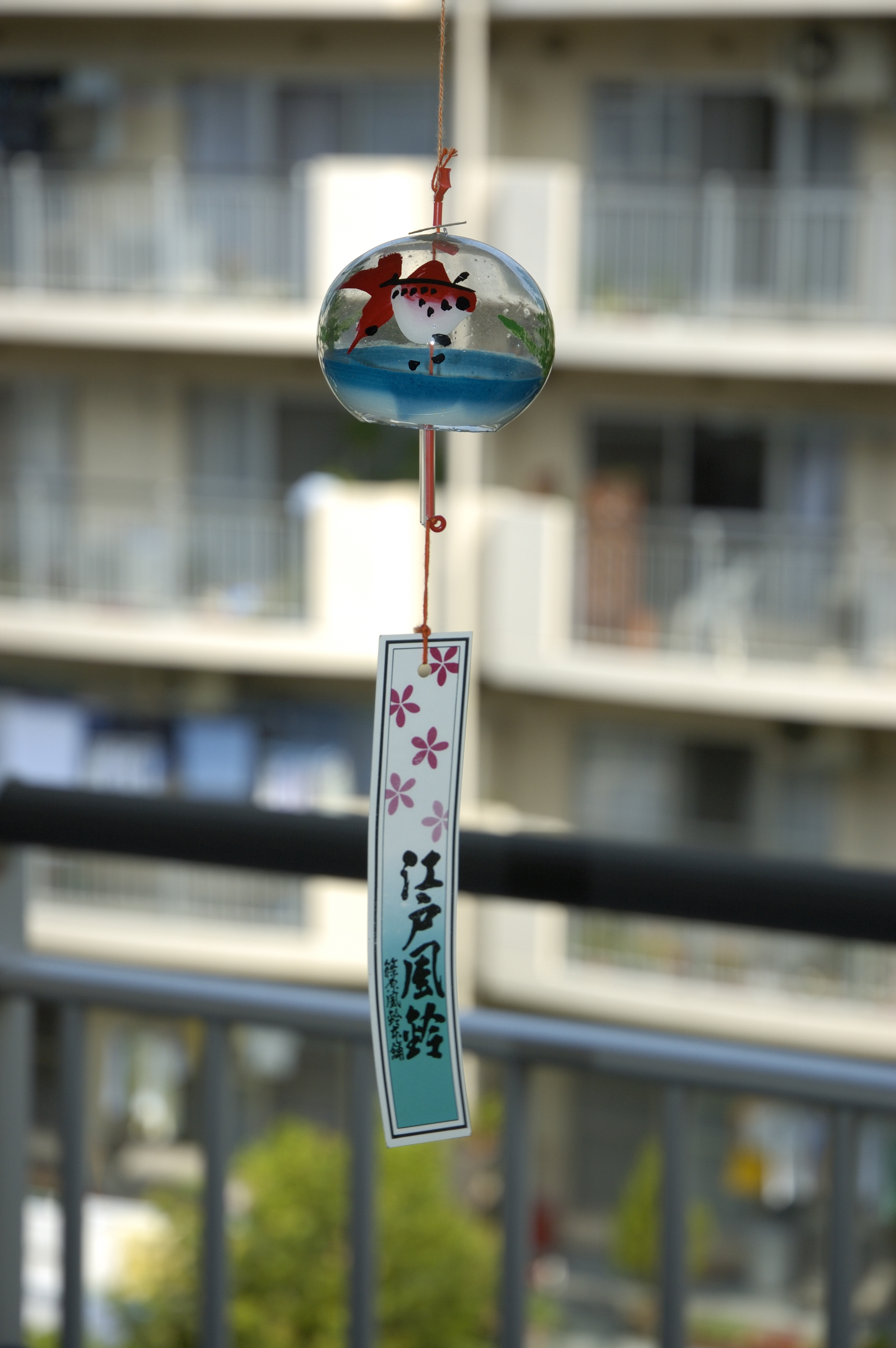
일본풍 풍경
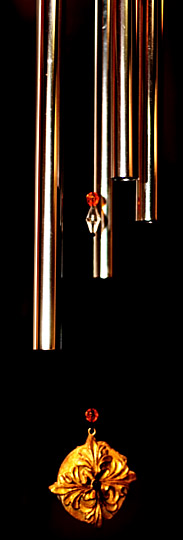
작은 풍경 세트
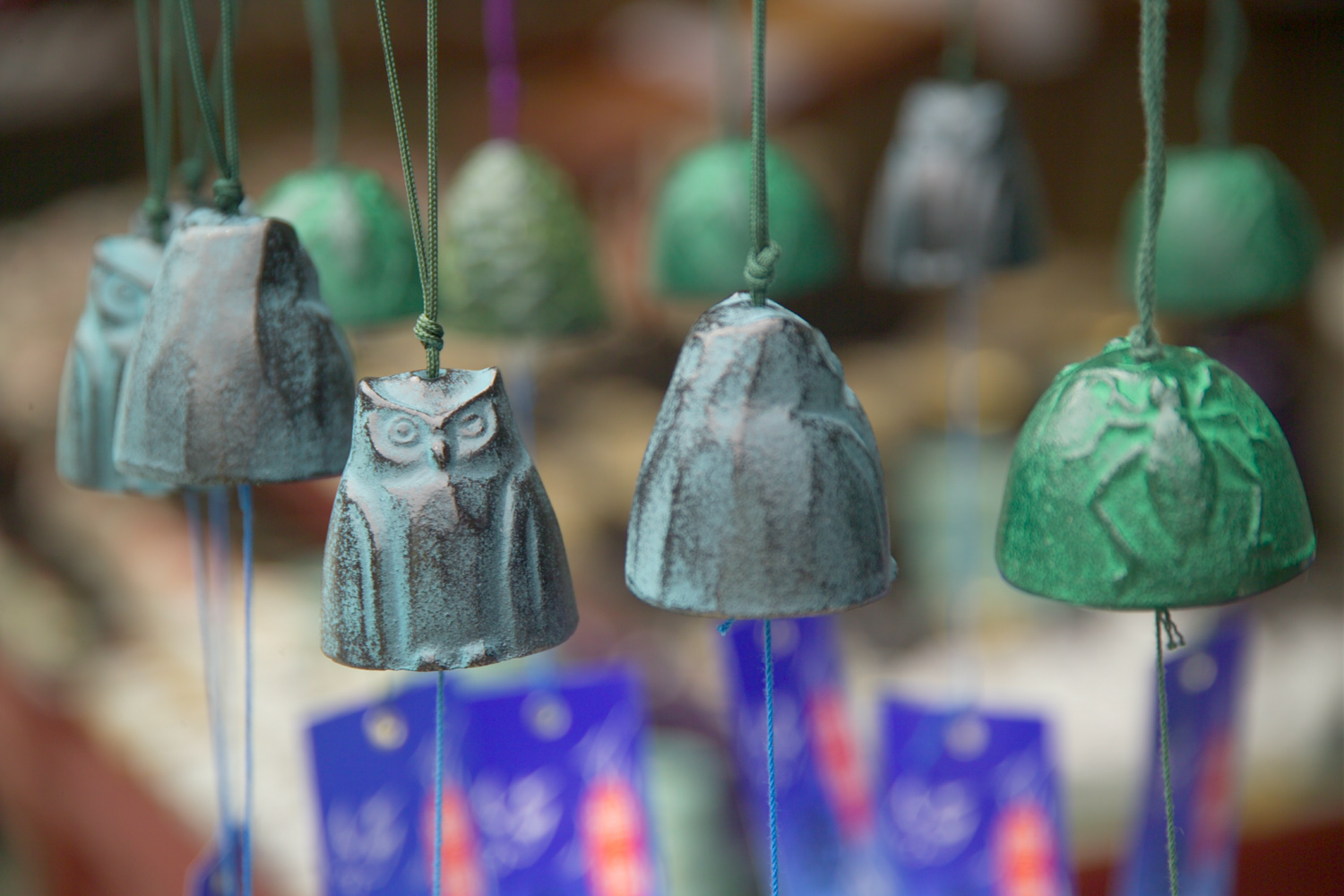
나가노 현의 풍경
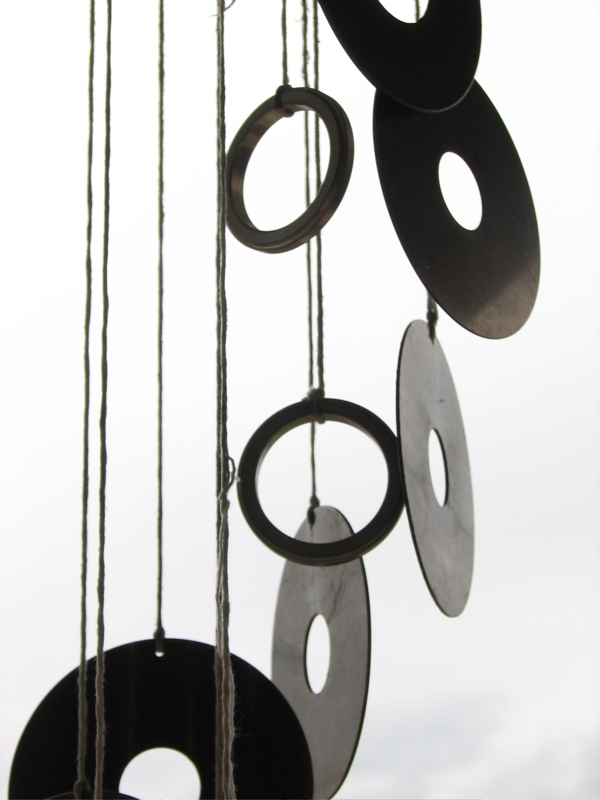
풍경이 사용되는 구형 하드 디스크 플래터
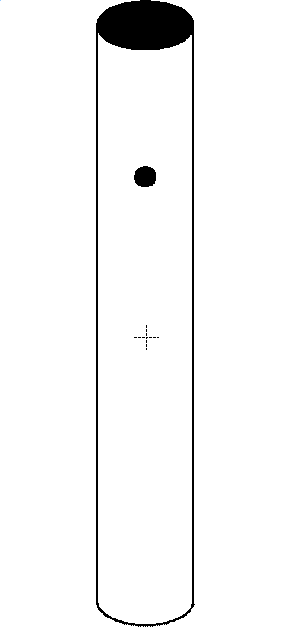
질 좋은 풍경은 ≈2/9에 걸려 있고 1/2 길이에서 친다.

## 같이 보기
- 말랑손뜨개
- 모빌
- 선캐쳐